# Moiséi Guínzburg
Moiséi Yákovlevich Guínzburg (Minsk, Imperio Ruso, 23 de mayo de 1892-Moscú, URSS, 7 de enero de 1946) fue un arquitecto y urbanista ruso, graduado en el Instituto Politécnico de Riga en 1917.

## Arquitectura
Moisei Ginzburg (Moisei Ginsberg) tuvo un acercamiento más cercano hacia el racionalismo arquitectónico, a diferencia del constructivismo, por ello su participación en los Congresos del CIAM de Le Corbusier y en varios congresos de arquitectura moderna y desarrollo urbano en la época.  

### Sociedad de Arquitectos Contemporáneos
En 1925 funda con otros arquitectos la Unión de Arquitectos Contemporáneos (OSA), con la finalidad de abordar colectivamente y científicamente los problemas de la producción corriente de edificios y del desarrollo urbano.

### Revista Arquitectura Contemporánea
La OSA publica, a partir de 1926, la revista Sovreménnaya Arjitektura («Arquitectura contemporánea»), redactada por los hermanos Vesnín (Leonid, Víktor, Aleksandr) y el propio Ginzburg. Allí escribe: "...hacer frente a la planificación de las nuevas ciudades. Es preciso llamar la atención de la opinión pública sobre estos problemas, relacionando estrechamente nuestro trabajo con el de los compañeros que definen nuestras relaciones entre los hombres y las formas de producción".

### Obras

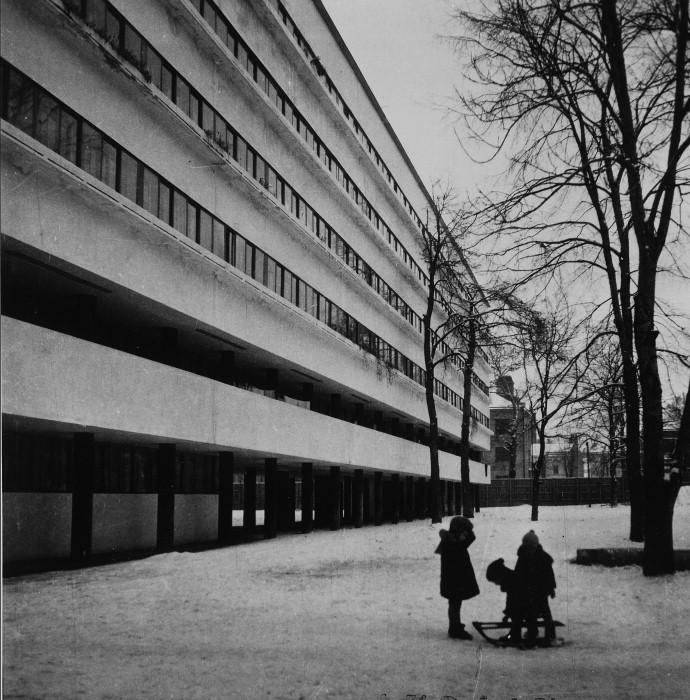
Edificio de la casa de viviendas del Narkomfín. Foto años 1930.

Entre sus obras más importantes se encuentra el Edificio del Narkomfin (Comisariado del Pueblo para las Finanzas) en la capital rusa, en colaboración con Ignati Milinis. Este edificio impulsó en gran medida la modernidad dentro de la arquitectura soviética. También participó en el concurso para diseñar el Palacio de los Sóviets.

## Urbanismo

### Desurbanismo
Acuña el concepto de "desurbanismo", como una planificación territorial tendente a limar las dicotomías existentes entre el campo y la ciudad.

### La "Ciudad Verde"
Fruto de sus trabajos a este respecto es el proyecto de "Ciudad Verde": "Una recuperación del espacio natural parece volver a proponer, aunque sea en términos nuevos y aparentemente nacionales, la ideología antiurbana, un retorno a la naturaleza en tanto que retorno a los orígenes". 
Más tarde se le encomendó la coordinación de las estructuras sanitarias, turísticas y agrícolas en la Crimea meridional.